# بورديغيرا
بورديغيرا هي بلدة وكومونا تقع في مقاطعة إمبرية، لغرية، إيطاليا. يبلغ عدد سكان البلدة حوالي 10،462 نسمة.